# Arena-Auditorium
 (octobre 2024).
Si vous disposez d'ouvrages ou d'articles de référence ou si vous connaissez des sites web de qualité traitant du thème abordé ici, merci de compléter l'article en donnant les références utiles à sa vérifiabilité et en les liant à la section « Notes et références ».
Le Jon M. Huntsman Center est une salle de basket-ball située à Laramie, dans le Wyoming. Les locataires sont les Wyoming Cowboys. Il a une capacité de 11 612 places.